# Basses de Can Barrot
Les Basses de Can Barrot és una zona humida formada per tres basses d'origen antròpic i de característifiques força diferents, situades entre la riera de Santa Coloma i el mas de Can Barrot. La bassa inferior, de nivell força variable, presenta un estret bosc de ribera perimetral i se situa al peu d'un turó, ja molt pròxima a les pollancredes que ocupen la plana adjacent. La bassa situada a mig vessant és la de majors dimensions i la més interessant pel que fa a la vegetació associada, ja que presenta un nivell relativament constant. La bassa superior és la més petita, està envoltada de fruiters i s'utilitza per al reg.
La fauna és el principal element d'interès d'aquesta zona humida. S'hi troba tortuga d'estany (Emys orbicularis) i tant les basses com el seu entorn constitueixen hàbitats destinats a l'alimentació i la reproducció de diverses espècies d'amfibis, com gripau d'esperons (Pelobates cultripes), gripau comú (Bufo bufo), salamandra (Salamandra salamandra), tritó palmat (Lissotriton helveticus), tritó verd (Triturus marmoratus), etc.
Les basses se situen majoritàriament en un entorn forestal, format per pinedes de pi pinyer amb abundants sureres i roure martinenc, amb un sotabosc de brolla acidòfila de terra baixa. Hi són presents els hàbitats d'interès comunitari 9540 Pinedes mediterranies i 9339 Suredes. Pel que fa a les basses, només la bassa de majors dimensions presenta una bona representació de comunitats aigualoses, en forma de bogues, jonqueres, herbassars humits, comunitats de llenties d'aigua, etc. Els principals impactes que afecten aquest espai són l'alteració del règim hidrològic (sobreexplotació de l'aigua de les basses per al reg, sobreexplotació dels aqüífers) i l'abocament de residus.